# دللک‌لی (زنگلان)
دللک‌لی (به لاتین: Dəlləkli) یک منطقه مسکونی در جمهوری آرتساخ است که در استان کاشاتاق واقع شده‌است.